# Gersz Rotlewi
Gersz (Georg, George, Gersh) Rotlewi (Rotlevi, Rotlevy) (1889 – 1920) fou un jugador d'escacs jueu polonès, que va assolir destacats èxits en competicions escaquístiques de començaments del segle xx, malgrat que el seu període d'activitat es reduí a només cinc anys, entre 1906-1911, degut a problemes de salut.

## Resultats destacats en competició
El 1906, Rotlewi empatà als llocs 5è-6è a Łódź (campió: Akiba Rubinstein). El 1907, fou 3r, rere Rubinstein i Dawid Daniuszewski, al Quadrangular de Lodz, fou 2n, rere Heilmann, a Oostende, i fou 6è al 5è Campionat d'escacs de Rússia a Lodz; (el campió fou Rubinstein). Fou 4t al Torneig d'escacs de Praga 1908 (Hauptturnier, preliminar), empatà al 1r lloc amb Daniuszewski a Lodz 1909, i fou 2n, rere Aleksandr Alekhin, a Sant Petersburg 1909 (Torneig Amateur de Totes les Rússies).
Rotlewi va jugar dos matxs contra Gersz Salwe, perdent el 1909 (+5 –8 =5) i guanyant el 1910 (+3 –1 =6).
El 1910, empatà al 1r lloc amb Rubinstein a Varsòvia, i guanyà el Torneig d'escacs d'Hamburg 1910 (17è DSB Congress, Hauptturnier A), on assolí la condició de Mestre i una invitació per participar en el súper-torneig de Carlsbad 1911. El 1911, va tenir una molt destacada actuació al torneig de Carlsbad de 1911, on hi fou 4t per davant de molts jugadors de l'elit mundial, com Marshall, Nimzowitsch, Tartakower, o Alekhin; (el campió del torneig fou Richard Teichmann), empatà als llocs 2n-4t a Colònia (campió: Moishe Lowtzky), i fou 2n a Múnic (campió:Semion Alapín).
Després d'aquest any, va patir un greu episodi patològic de crisi d'ansietat, que el va obligar a deixar la competició. Va morir el 1920 amb només 31 anys.

## Partides destacades
- Grigory Helbach vs Gersz Rotlewi, Sant Petersburg 1909, All Russian Amateur, defensa escandinava, variant Mieses, B01, 0-1
- Gersz Salwe vs Gersz Rotlewi, Carlsbad 1911, defensa francesa, variant Rubinstein, defensa Blackburne, C10, 0-1
- Gersz Rotlewi vs Frank James Marshall, Carlsbad 1911, gambit de dama declinat, variant Cambridge Springs, D52, 1-0